# Sonhando Acordada
Sonhando Acordada é o álbum de estreia da cantora Simony em carreira solo. Foi lançado em 1989, quando ela tinha 13 anos.
O maior sucesso do álbum foi a canção "Acho Que Sou Louca", que é uma versão da canção interpretada pela australiana Kylie Minogue.

## Faixas
Lado A
| N.º | Título                                      | Compositor(es)                                     | Duração |  |
| 1.  | "Acho Que Sou Louca (I Should Be So Lucky)" | Stock Aitken Waterman / Versão: Tom Leão           | 3:39    |  |
| 2.  | "Prancha Amarela"                           | Alexandre Agra, Fred Nascimento                    | 3:27    |  |
| 3.  | "Só Você (All This Time)"                   | Steve McClintock, Tim James / Versão: Edgard Poças | 4:21    |  |
| 4.  | "Deixe o Tempo Dizer (En Tu Sonrisa)"       | Juan Sebastian Figeroa / Versão: Byafra, Simony    | 3:40    |  |
| 5.  | "Como Eu Vou Dançar? (Sacame a Bailar)"     | Anibal Pastor / Versão: Byafra, Simony             | 4:12    |  |

Lado B
| N.º | Título                                    | Compositor(es)                                | Duração |  |
| 1.  | "Meu Primeiro Grande Amor"                | Carlos Colla, Mauro Motta                     | 4:35    |  |
| 2.  | "Vem pra Mim (Hoy por Ti, Mañana por Mi)" | Elian Halsted / Versão: Byafra, Simony        | 4:02    |  |
| 3.  | "Sonhando Acordada (Could've Been)"       | Lois Blaisch / Versão: Carlão                 | 3:32    |  |
| 4.  | "Rádio Romance (Radio Romance)"           | John Duarte, Mark Paul / Versão: Edgard Poças | 3:54    |  |
| 5.  | "I Love You"                              | Eurico Freitas, Eduardo Lages                 | 4:25    |  |